# Birki (Járkov)
Birki (en ucraniano: Бірки, romanizado: Birky; en ruso: Борки, romanizado: Borki) es un pueblo ucraniano perteneciente al óblast de Járkov. Situado en el noreste del país, forma parte del raión de Járkov y del municipio (hromada) de Nueva Vodolaja.

## Geografía
Birki se encuentra 17 km al este de Nueva Vodolaja y 43 km al suroeste de Járkiv. 

## Historia
El asentamiento surgió en 1659 y fue fundado por refugiados de la orilla derecha de Ucrania. El pueblo fue una aldea en el uyezd de Járkov de la gobernación de Járkov del Imperio ruso.
En 1938 se le asignó el estatus de asentamiento de tipo urbano.
Durante la Segunda Guerra Mundial, Birki estuvo bajo ocupación alemana de 1941 a 1943. Durante la ocupación, los alemanes mataron a 160 y expulsaron a 137 residentes del pueblo a Alemania, y antes de retirarse lograron destruir y quemar algunos de los edificios. 
Después de la guerra, de acuerdo con el cuarto plan quinquenal para la restauración y el desarrollo de la economía nacional de la URSS, el pueblo fue restaurado, se reconstruyeron todas las dependencias y más de 300 edificios residenciales. Al final del periodo soviético, cerca del asentamiento se iba a construir la central nuclear de Járkov. Después de que comenzó la construcción de la infraestructura, el proyecto fue cancelado.
Hasta el 18 de julio de 2020, Birki pertenecía al raión de Nueva Vodolaja. El raión fue abolida en julio de 2020 como parte de la reforma administrativa de Ucrania, que redujo el número de raiones del óblast de Járkov a siete. El área del raión de Nueva Vodolaja se dividió entre los raiones de Járkov y Krasnogrado, y Birki fue transferido al primero.En 2023, Birki perdió el estatus de asentamiento de tipo urbano en la legislación ucraniana debido a la eliminación de este estatus administrativo.

## Demografía
La evolución de la población de Birki entre 1989 y 2022 fue la siguiente:
| 827                                                           | 537 | 557 | 522 | 526 | 521 |
| (Fuente: Cities & Towns of Ukraine y UKRAINE: Größere Städte) |     |     |     |     |     |

## Infraestructura

### Transporte
La estación de tren de Birki se encuentra a 3 km al norte, en la línea que conecta Járkiv con Lozová. El asentamiento tiene acceso a las autopistas M18 y M20, que conectan Járkov con Dnipró, así como a las carreteras que van a Lozová e Izium.